# 弗兰克·M·查普曼
弗兰克·M·查普曼（英語：Frank Michler Chapman，1864年6月12日—1945年11月15日）是一位美國鳥類學家，鳥類圖鑑创作的先驱。

## 外部連結
- Obituary
- Frank Michler Chapman的作品  - 古騰堡計劃
- 互联网档案馆中弗兰克·M·查普曼的作品或与之相关的作品
- Chapman, Frank Michler (United States 1864-1945) （页面存档备份，存于）, Western Kentucky University